# Пейн, Роберт
Роберт Пэйн (англ. Robert Payne; 4 декабря 1911, Солташ, Корнуолл, Англия — 3 марта 1983) — англо-американский писатель, историк, биограф, переводчик. Автор более 110 книг.

## Биография
Сын англичанина и француженки. Его отец был кораблестроителем. Роберт был старшим из их трёх сыновей.
Учился в школе Св. Павла в Лондоне. В 1928-30 гг. учился в Кейптаунском университете и в 1929-30 годах в епархиальном колледже в Рондебош Кейптауна.
В 1933-35 годах он учился в Ливерпульском университете, летом 1937 года — в Мюнхенском университете, и в 1938 году в Сорбонне в Париже.
Сначала он пошёл по стопам своего отца и в 1931-33 годах работал в судостроительной компании Cammell Laird.
В 1936 году Пэйн работал в департаменте государственных сборов королевства. В 1937-38 годах путешествовал по Европе.
Летом 1946 года из Китая посетил Индию.
Зимой 1946 года переехал в США, чьё гражданство получил в 1953 году.
В 1949-54 годах профессор английской литературы в университете Монтевалло.
С 1954 года до конца жизни жил в Нью-Йорке.
Умер, находясь в отпуске на Бермудских островах.
В 1942 году женился, однако в 1952 году развёлся. В 1981 году женился на индианке.
Первый переводчик на английский язык Бориса Пастернака (1936).
Биограф Гитлера, Швейцера, Сталина, Маркса и др.
Барбара Картленд в предисловии к своему роману «Божественный свет любви» писала: «Мое первое свидание с Грецией состоялось, когда я прочитала книгу Роберта Пэйна „Великолепная Греция“. С тех пор я просто влюбилась в эту замечательную страну. Когда же я сама оказалась там, я поняла, насколько глубоко эта книга помогла мне проникнуть в суть магического очарования легендарных богов Греции».
Про его биографию Ленина отмечала д-р ист. наук проф. Е. А. Котеленец.
А историк Владлен Логинов высказывался: "Серия «Жизнь замечательных людей» издала биографию Ленина, стоящую вообще за пределами научных представлений. Это уже случай, когда автор вообще не понимает предмета исследования. Такая обывательская работа. Она написана задолго до того, как появились новые документы, поэтому по содержанию работа абсолютно комична".